# Valencia, Venezuela
Valencia là một thành phố ở phía Bắc Venezuela, là thủ phủ của bang  Carabobo, ở cao nguyên Trung Bộ, gần Hồ Valencia, bên Sông Cabriales. Đây là một trong những thành phố lớn nhất của Venezuela, là một trong những trung tâm nông nghiệp và chế tạo. Puerto Cabello, nằm bên Biển Caribe về phía Bắc là cảng phục vụ thành phố này. Valencia là một trung tâm lắp ráp xe, hoá chất, dược phẩm và thực phẩm chế biến. Thành phố có những con phố hẹp, theo kiểu Tây Ban Nha và một trường đấu bò lớn và hiện đại. Thành phố có Đại học Carabobo  (thành lập năm 1852). Valencia được người Tây Ban Nha thành lập năm 1555 và đã là thủ đô của Venezuela trong một thời gian ngắn vào năm 1812 và một lần nữa vào năm 1830.